# Ponte Régis Bittencourt
A Ponte Edmundo Régis Bittencourt, localiza-se no município de São Mateus, estado do Espírito Santo, no Brasil. Cruza o Rio Cricaré e é utilizada desde o ano de 1954. Quando inaugurada, era uma das maiores pontes, em extensão, do Brasil, sendo a terceira maior do estado.

## História
A Ponte Régis Bittencourt começou a ser construída no início da década de 1950, mais precisamente em abril de 1953, no Governo de Jones dos Santos Neves que, simbolicamente, pregou o primeiro prego de sua construção. Até então, o transporte de uma margem para outra do Rio Cricaré era feito através de uma balsa, pelo Porto de São Mateus. A ponte foi construída pela empresa Cia Rabelo Construtora LTDA.
Faziam parte da sua comitiva o diretor do Departamento Nacional de Estradas de Rodagem (DNER), Régis Bittencourt; o diretor do Departamento Estadual de Estradas de Rodagem (DER), Luiz Derenzi; o chefe da divisão de obras da secretaria estadual de agricultura, Dr. Hermes Curry; o prefeito municipal Zenor Pedrosa Rocha, dentre outros.
A partir do ano de 1962 foi integrada à BR-101, configurando-se no principal elo de ligação entre o norte do estado do Espírito Santo e o sul da Bahia.

## Galeria
Imagens com detalhes da construção da ponte.